# جاك هوغ
جاك هوغ (بالإنجليزية: Jack Hogg)‏ (27 مايو 1881 في المملكة المتحدة - 2 أغسطس 1944 في المملكة المتحدة) هو لاعب كرة قدم بريطاني (وحمل سابقاً جنسية المملكة المتحدة لبريطانيا العظمى وأيرلندا) في مركز نصف الجناح. لعب مع شيفيلد يونايتد ونادي ساوثهامبتون ونادي سندرلاند وMorpeth Town A.F.C. ‏.